# Sant Joan sikló
A Sant Joan sikló (katalán nyelven: Funicular de Sant Joan, spanyol nyelven: Funicular de San Juan) egy sikló Spanyolországban, Barcelonától nem messze,  Monistrol de Montserrat közelében. Megnyitása 1918-ban volt. A vonal tulajdonosa és üzemeltetője a Ferrocarrils de la Generalitat de Catalunya (FGC).

## Technikai információk
A siklóvasút nyomtávolsága 1000 mm, hosszúsága 503 m, eközben 248 métert emelkedik. Legnagyobb emelkedése 652 ‰, ezzel a legmeredekebb siklónak számít Spanyolországban. Két 60 férőhelyes kocsi ingázik a két végállomás között, az utazási idő mintegy 6 perc.
Az alsó állomása közös a Montserrat fogaskerekű vasút felső állomásával.

## Képek

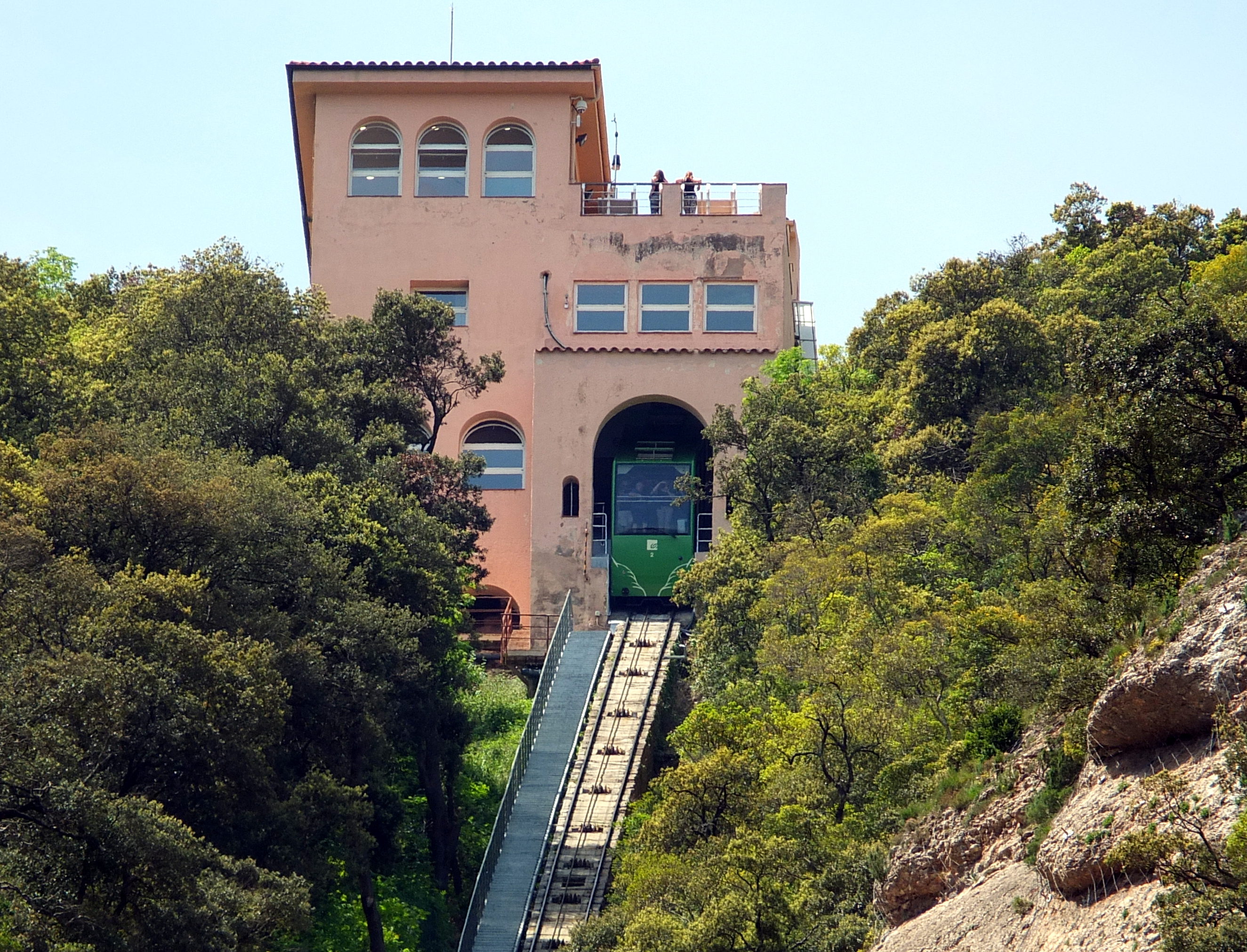
A felső állomás
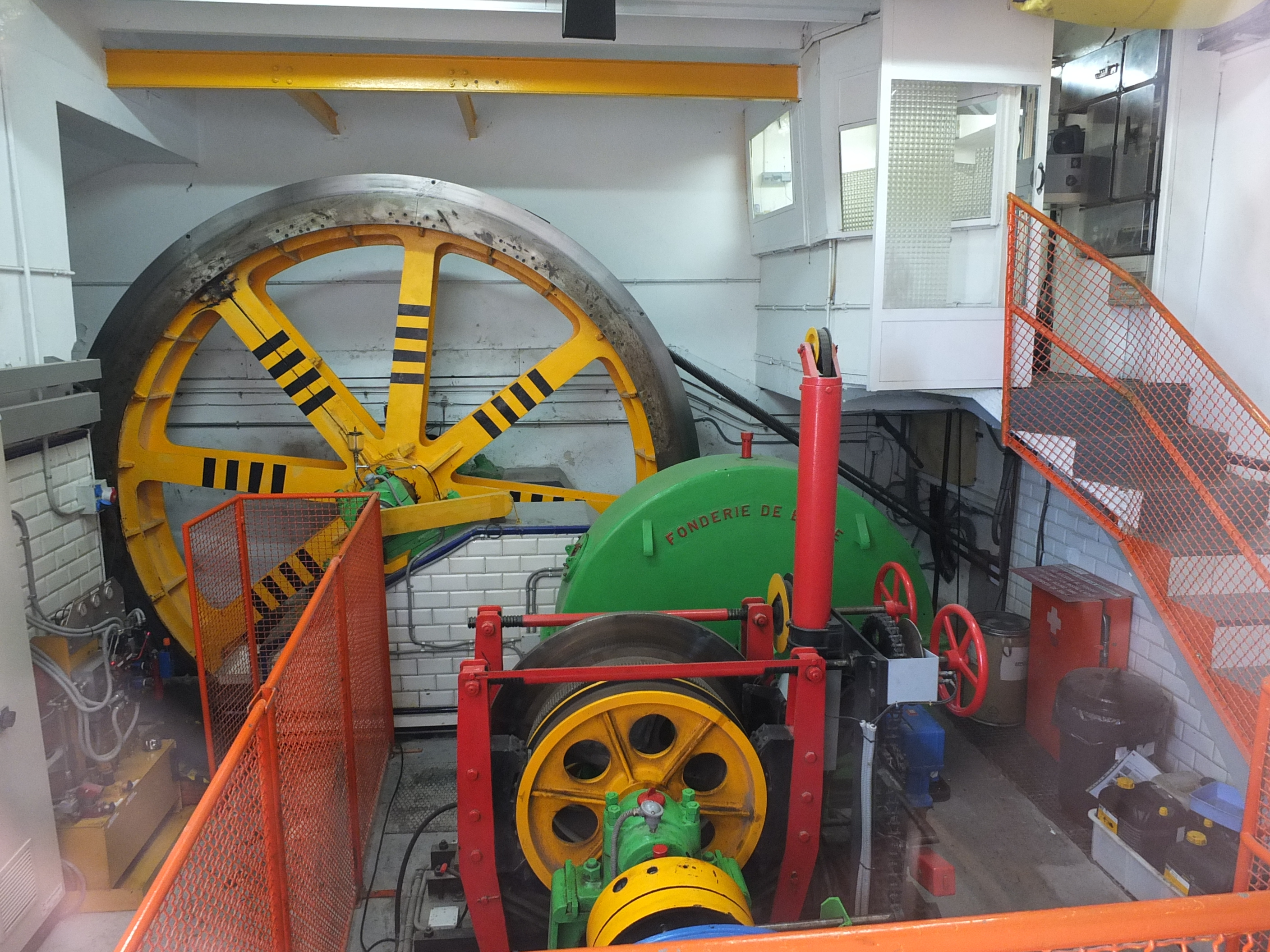
A gépház
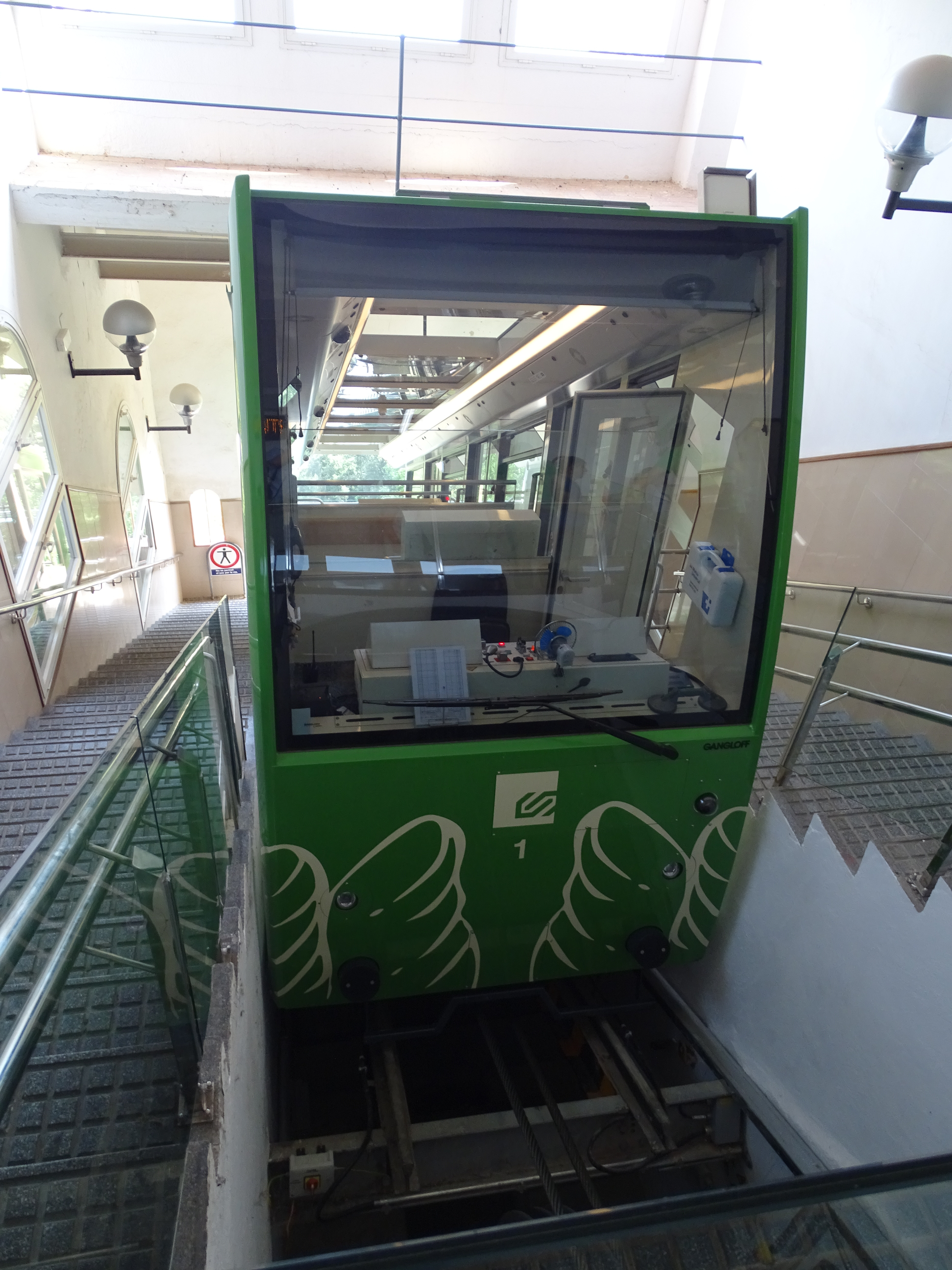
Az egyik kabin
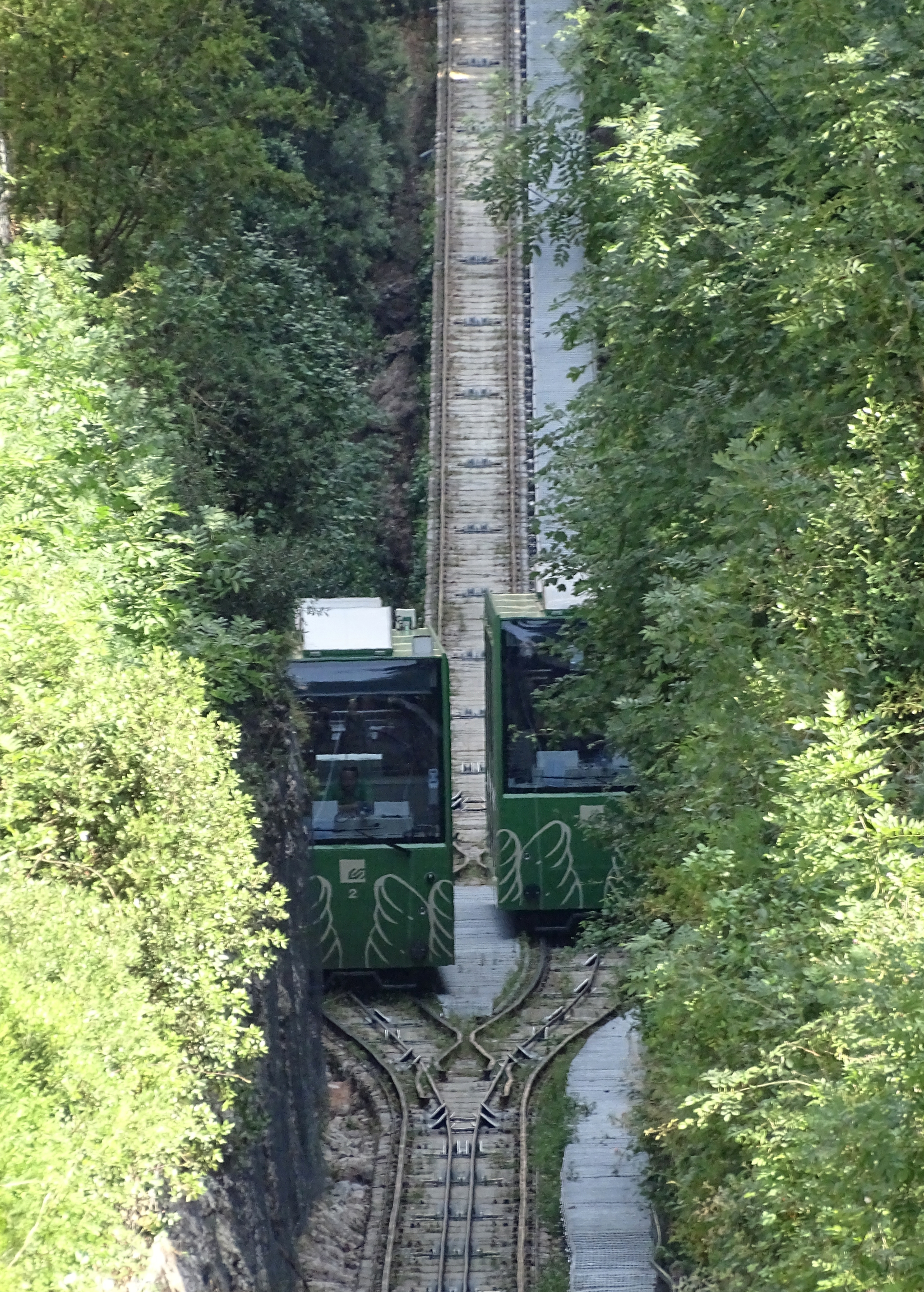
Kabinok keresztje
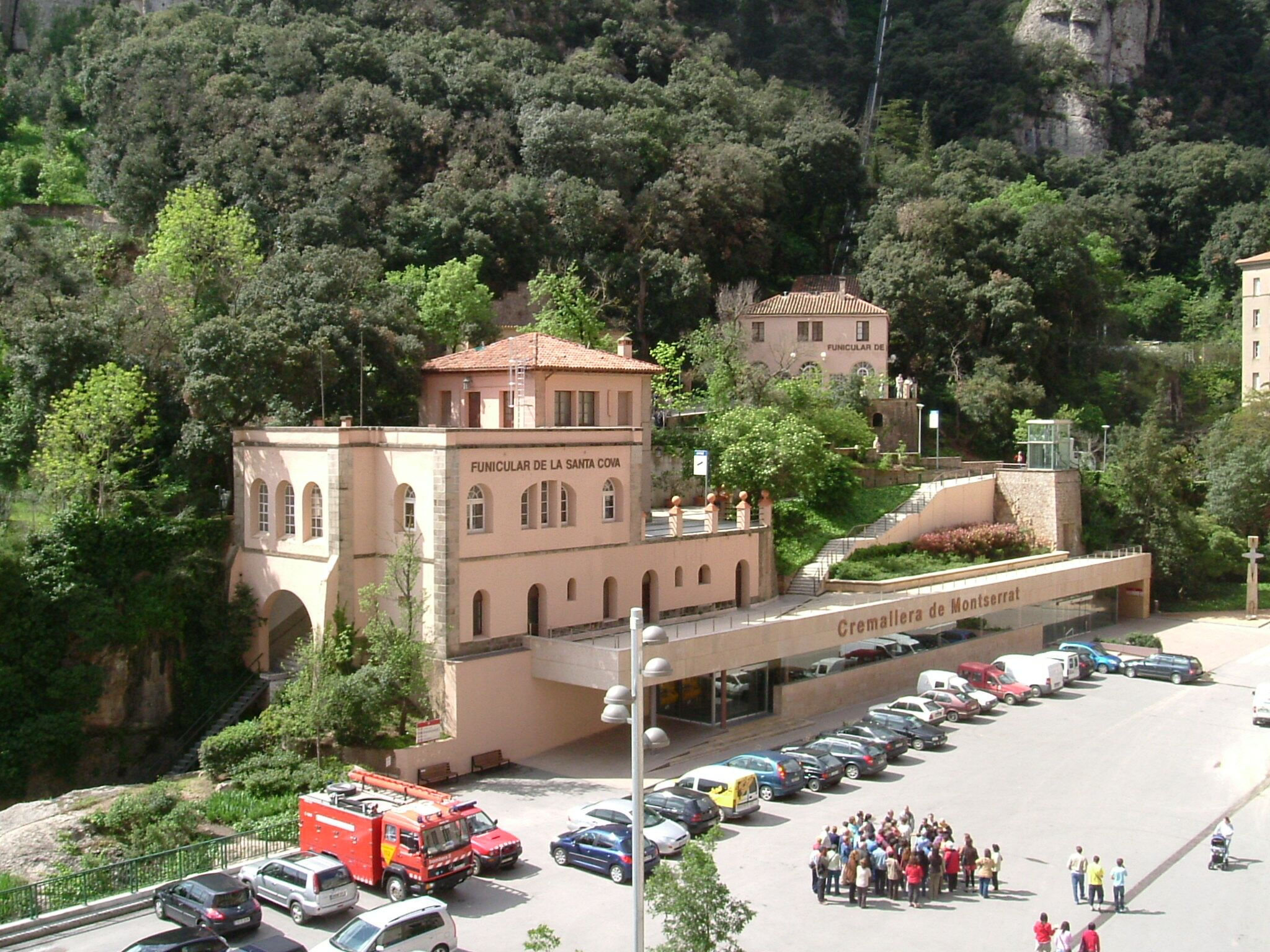
Az alsó állomás